# Нсубуга, Эммануил Киванука
Эммануил Киванука Нсубуга (англ. Emmanuel Kiwanuka Nsubuga; 5 ноября 1914, Кисуле, Уганда — 20 апреля 1991, Кёльн, Германия) — первый угандийский кардинал. Архиепископ Кампалы с 5 августа 1966 по 8 февраля 1990. Председатель епископской конференции Уганды в 1967 — 1975. Кардинал-священник с титулом церкви Санта-Мария-Нуова с 24 мая 1976. 